# Ultrapies
Ultrapies (ang. Underdog, 2007) – amerykański film familijny, obraz reżyseruje Frederik Du Chau według scenariusza Adama Rifkina. W Polsce został najpierw wydany na DVD, a potem premiera telewizyjna odbyła się 25 marca 2012 roku na kanale Disney XD.
Film powstał na podstawie serialu animowanego Superpies z 1964 roku.
Zdjęcia do filmu zostały nakręcone w Providence na Rhode Island (USA).

## Fabuła
Po wypadku w laboratorium naukowca Doktora Simona Barsinistera (Peter Dinklage), przebywający tam pies zyskuje nadludzkie moce. Ubrany w strój superbohatera musi uratować miasto Capitol City przed złym doktorem.

## Obsada
- Jason Lee jako Underdog / Shoeshine the Dog
- Peter Dinklage jako dr Simon Bar Sinister
- Patrick Warburton jako Cad Lackey
- John DiMaggio jako Supershep / The Bulldog
- Phil Morris jako Maim the Dog („Supershep #1”)
- Michael Massee jako Kill the Dog („Supershep #2”)
- Cam Clarke jako Attack the Dog („Supershep #3”)
- Amy Adams jako Polly
- Brad Garrett jako Riff Raff
- Jess Harnell jako astronauta
- Jim Belushi jako Daniel „Dan” Unger
- Alex Neuberger jako Thomas „Jack” Unger
- Taylor Momsen jako Molly
- John Slattery jako major
- Samantha Bee jako Helen Patterson
- Jay Leno jako on sam
- Stephen James Kidd jako kapitan bombowego składu